# Rimatara

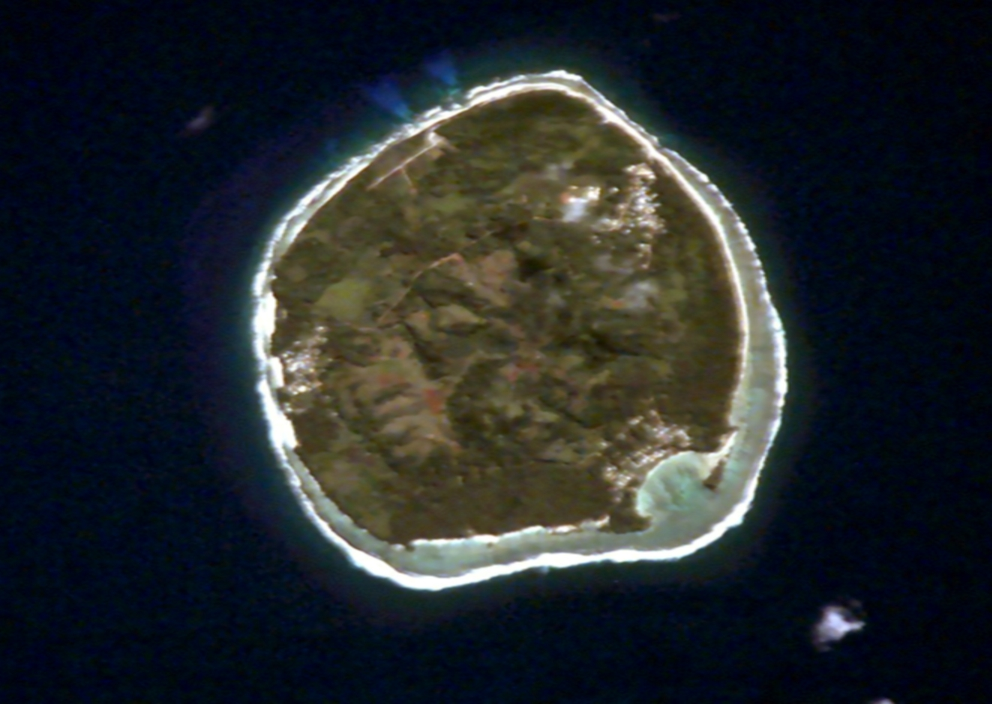
Satellietfoto

Rimatara is een eiland in de Stille Oceaan. Het is het meest westelijk gelegen eiland van de Australeilanden die deel uitmaken van de Frans-Polynesië. De hoofdplaats is Amaru en het eiland heeft de bestuurlijke status van gemeente.

## Beschrijving
Rimatara is een opgeheven atol en bijna rond van vorm ontstaan op een hoogvlakte van een uit zee oprijzende vulkaan. De lagune is geheel gevuld met rotsen, het hoogste punt is 83 meter, de oppervlakte is 8,6 vierkante kilometer. Het eiland ligt 640 km ten zuidoosten van Tahiti.
De gemeente Rimatara bestaat uit drie dorpen: Amaru (hoofdplaats), Anapoto en Mutuaura waarin tussen de 200 en 300 mensen wonen. In 2007 waren er in totaal 785 inwoners, in 2017 885.

### Geschiedenis
De eerste vermelding van het eiland is die van kapitein Samuel Pinder Henry uit 1811. In 1821 gingen twee zendelingen van de protestantse zending in het eiland aan land en in maart 1889 werd het eiland een Frans protectoraat en in 1900 werd het bij Frankrijk ingelijfd.
In 2006 werd een landingsbaan aangelegd in het noorden van het eiland. In 2019 werden 340 vluchten uitgevoerd en werden ongeveer 10.000 personen vervoerd, waaronder ook transitpassagiers

### Fauna
Er komen 34 vogelsoorten op het eiland voor waaronder de endemische soorten rimitarakarekiet (Acrocephalus rimitarae) en de Kuhls lori (Vini kuhlii).
In april 2007 werden 27 lori's (die sinds ca.1900 een beschermde status hebben op het eiland) gevangen en geherintroduceerd op het eiland Atiu.
Tubuai-eilanden:
Îles Maria ·
Raivavae ·
Rimatara ·
Rurutu ·
Tubuai
Bass-eilanden:
Marotiri ·
Rapa Iti